# Talía (hija de Hefesto)

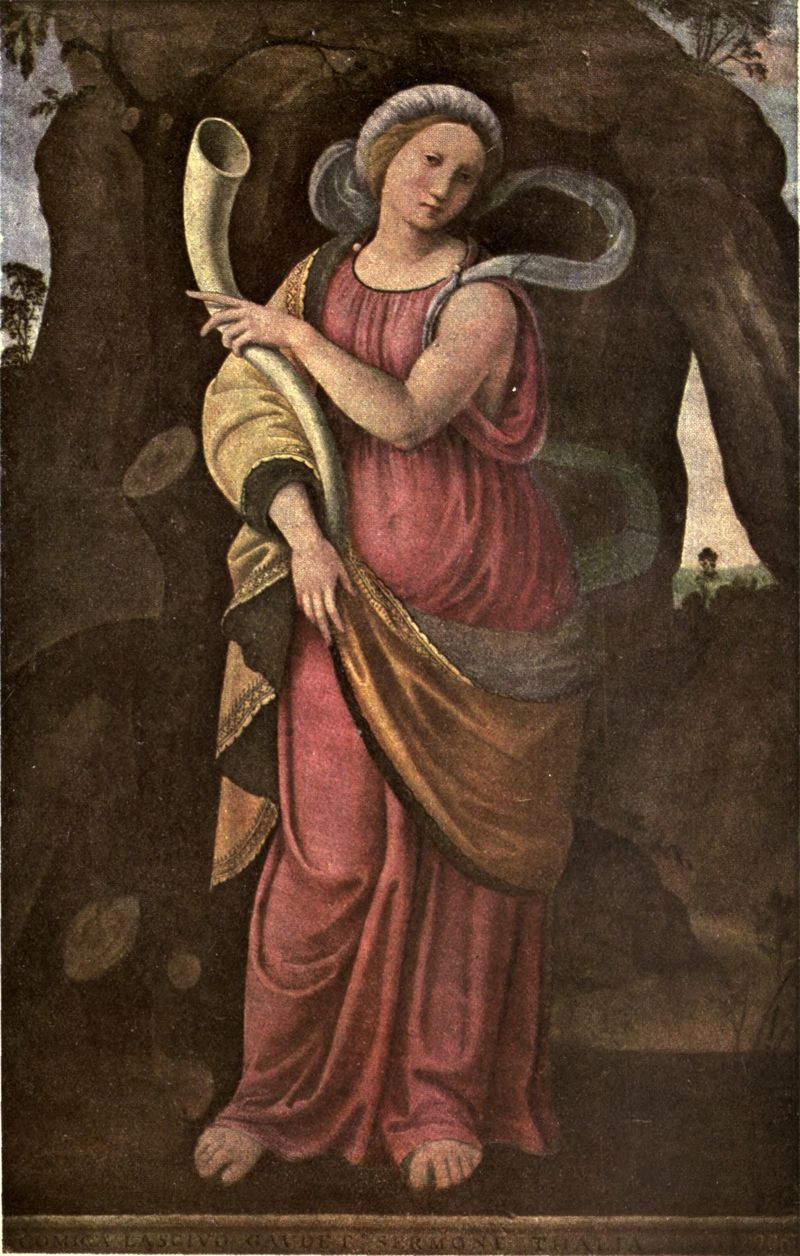
"La musa Talía", cuadro de Timoteo Viti.

En la mitología griega Talía (en griego Θάλεια, Tháleia) era una ninfa del monte Etna en Sicilia, mencionada en un puñado de fuentes tardías. Era una hija local de Vulcano (Hefesto) pero no se menciona quién era su madre. Talía fue una de las muchas infidelidades de Júpiter (Zeus), que resolvió metamorfosearse en buitre para gozar de la muchacha. De esta unión, según se dice, nacieron los Palicos.
Macrobio es el autor que nos proporciona la narración más detallada. Dice que el río Simeto se encuentra en Sicilia. Junto a este río, la ninfa Talía, preñada por la coyunda de Júpiter (Zeus), por temor a Juno (Hera), deseó que la tierra se abriera. Así sucedió. Pero cuando llegó el momento de parir los críos que había engendrado en su seno, la tierra se abrió y emergieron dos niños, salidos del vientre de Talía, que fueron llamados Palicos, del griego pálin hikésthai («venir de nuevo»), porque hundidos primero en la tierra, regresaron de nuevo de allí. No lejos de allí hay dos lagos pequeños pero muy profundos, que siempre están bullendo con surtidores de agua: los nativos los llaman cráteres dándoles el nombre de Delos, y creen que son hermanos de los Palicos. Se les tiene en la máxima veneración, y su divinidad se revela pronta y eficaz, sobre todo si se presta el juramento ante ellos.